# Fara v Mladočově
Fara v Mladočově je komplex historických budov, který tvoří fara, hospodářská budova, stodola a ohradní zeď. Areál je od 29. května 1996 chráněn jako kulturní památka.

## Historie
V roce 1425 byla mladočovská fara dobyta husity a byl sem dosazen farář podobojí. Roku 1785 se rozhodlo o vzniku mladočovské lokálie. Nová fara byla vybudována v roce 1787. Samostatná farnost pak vznikla roku 1806.

## Architektura
Fara je jednopatrová zděná budova s mansardovou střechou. Na střeše se nacházejí dva původní komíny. Podélná průčelí jsou pětiosá, symetricky členěná, s lisenovými rámy a jednoduchými šambránami oken a kamennými parapety. Vstup se nachází ve střední ose jižního průčelí, s jedním oknem na každé straně. Okna jsou nepůvodní, s historizujícím šestidílným členěním zasklení. Ve dvoře je úzká záchodová přístavba navazující na chodbu. V interiéru se dochovaly výsečové klenby, fabionové stropy, krov a soubor dveří z první poloviny 19. století. K budově přiléhá uzavřený dvůr, tvořený hospodářskými budovami a ohradní zdí s bránou.

## Farnost
K mladočovské farnosti jsou přifařeny i okolní obce, a to Budislav, Desná, Horní Újezd, Chotěnov, Jarošov a Poříčí u Litomyšle, jejíž osadou Mladočov je. Farním kostelem je kostel svatého Bartoloměje, apoštola v Mladočově. Správcem farnosti je p. Jiří Štorek.